# Steve Clarke
Stephen „Steve” Clarke (Saltcoats, 1963. augusztus 29. –) skót válogatott labdarúgó, hátvéd, edző. 2019. május 20-tól a skót labdarúgó-válogatott szövetségi kapitánya.
Clarke játékos pályafutása alatt megfordult a St Mirren és a Chelsea csapatainál, és hatszor a skót válogatottban is pályára léphetett. Visszavonulása után edzőnek állt, dolgozott többek között a Chelseanél, a West Ham Unitednél és a Liverpoolnál.

## Pályafutása

### Játékosként
A skót St Mirrenben kezdte pályafutását, ebben az időszakban a sport mellett elvégezte az egyetemet és mérnöki diplomát szerzett. 1987 februárjában 422 ezer fontért szerződtette a Chelsea.  A londoni csapatnak 1998-ig maradt játékosa, ez idő alatt 421 tétmérkőzésen lépett pályára a klub színeiben. Egy-egy FA-kupát, Ligakupát és KEK-et nyert, az utóbbi sorozat 1998-as döntője volt az utolsó mérkőzése a Chelseanél. A klub szurkolói az 1993-94-es idény végén az év játékosának választották, majd a csapat centenáriumi szavazásán beválasztották az elmúlt száz év legjobb játékosaiból összeállított csapatba. A skót válogatottban hatszor lépett pályára.

## Sikerei, díjai

### Játékosként
Chelsea
- FA-kupa: 1996–97[4]
- Ligakupa: 1997–98[5]
- Kupagyőztesek Európa-kupája: 1997–98[6]

Egyéni
- Az év játékosa a szurkolók szerint: 1993–94

### Edzőként
Egyéni
- Premier League – A hónap edzője díj: 2012. november[7]

## Statisztikái edzőként
Legutóbb frissítve: 2020. szeptember 7-én
| Newcastle United (megbízott) | angol          | 1999. augusztus 28. | 1999. szeptember 2. | 1   | 0  | 0  | 1  | 0     |
| West Bromwich Albion         | angol          | 2012. június 8.     | 2013. december 14.  | 60  | 19 | 15 | 26 | 31.67 |
| Reading                      | angol          | 2014. december 16.  | 2015. december 4.   | 53  | 19 | 14 | 20 | 35.85 |
| Aston Villa (megbízott)      | angol          | 2016. október 3.    | 2016. október 12.   | 0   | 0  | 0  | 0  | —     |
| Kilmarnock                   | skót           | 2017. október 14.   | 2019. május 20.     | 79  | 40 | 22 | 17 | 50.63 |
| Skócia                       | skót           | 2019. május 20.     | jelenlegi           | 10  | 5  | 1  | 4  | 50    |
| Teljes karrier               | Teljes karrier | Teljes karrier      | Teljes karrier      | 203 | 83 | 52 | 68 | 40.89 |